# Barczewo (gromada)
Barczewo (do 31 XII 1959 Łęgajny) – dawna gromada, czyli najmniejsza jednostka podziału terytorialnego Polskiej Rzeczypospolitej Ludowej w latach 1954–1972.
Gromady, z gromadzkimi radami narodowymi (GRN) jako organami władzy najniższego stopnia na wsi, funkcjonowały od reformy reorganizującej administrację wiejską przeprowadzonej jesienią 1954 do momentu ich zniesienia z dniem 1 stycznia 1973, tym samym wypierając organizację gminną w latach 1954–1972.
Gromadę Barczewo z siedzibą GRN w mieście Barczewie (nie wchodzącym w jej skład) utworzono 1 stycznia 1960 w powiecie olsztyńskim w woj. olsztyńskim w związku z przeniesieniem siedziby GRN gromady Łęgajny z Łęgajn do Barczewa i zmianą nazwy jednostki na gromada Barczewo; równocześnie do nowo utworzonej gromady Barczewo włączono wsie Maruny i Biedowo oraz osady Dąbrówka Mała i Żarek ze zniesionej gromady Barczewko, wieś Mokiny i osadę Sapuny ze zniesionej gromady Skajboty, a także wsie Jedzbark, Klucznik i Kierzliny oraz PGR-y Jedzbark, Odryty, Studzianek i Krupoliny ze zniesionej gromady Jedzbark – w tymże powiecie, a także miejscowości Barczewski Dwór, Czerwony Bór, Rejczuchy, Ruszajny, Wrocikowo i Zalesie wyłączone z miasta Barczewa – tamże.
31 grudnia 1967 do gromady Barczewo włączono część obszaru PGL nadleśnictwo Wipsowo (13 ha) z gromady Tuławki w tymże powiecie.
Gromada przetrwała do końca 1972 roku, czyli do kolejnej reformy gminnej. 1 stycznia 1973 w powiecie olsztyńskim utworzono gminę Barczewo.